# Galagoides rondoensis
Il galagone di Rondo (Galagoides rondoensis Honess, 1997) è un primate strepsirrino della famiglia dei Galagidi, endemico della Tanzania.

## Distribuzione e habitat
È una specie endemica dell'altopiano di Rondo, nella zona sud-orientale della Tanzania.

## Descrizione

### Dimensioni
È il più piccolo galagone vivente: misura una ventina di cm di lunghezza, per un peso di 60 g.

### Aspetto
Il pelo è grigio dorsalmente e biancastro ventralmente: la coda è bruna, mentre sulla fronte è presente una banda bianca che corre fino alla punta del muso.

La testa è di forma triangolare ed inusualmente grande, con grandi orecchie ed occhi a mandorla.

## Biologia
Si tratta di animali arboricoli, notturni ed insettivori, che di giorno dormono in cavità di tronchi d'albero e al calar della sera si destano, spendendo prima un po' di tempo per il grooming e poi avviandosi ognuno per proprio conto in cerca di cibo. Grazie alle lunghe zampe posteriori possono spiccare lunghi salti: in fase d'atterraggio allargano tutte le zampe per avere un effetto paracadute, per poi poggiare prima le zampe anteriori sul luogo d'atterraggio, in modo che siano queste ultime ad assorbira gran parte dell'urto.